# Sand City

Sand City

Sand City – miasto w hrabstwie Monterey w środkowej części stanu Kalifornia. W roku 2000, liczba mieszkańców wyniosła 261.